# The Story So Far (banda)
The Story So Far é uma banda norte-americana de pop punk/hardcore melódico de Walnut Creek, California, formada em 2007. Atualmente a banda tem contrato com a "Pure Noise Records" e é formada por Parker Cannon (vocalista), Kevin Geyer (guitarra), William Levy (guitarra) e Ryan Torf (bateria).

## História

### Formação e os primeiros lançamentos (2007–2010)
The Story So Far é uma banda formada em Walnut Creek, Califórnia, Estados Unidos, em 2007. A banda consistia em Parker Cannon nos vocais, Kevin Geyer e Kevin Ambrose nas guitarras, Ryan Torf na bateria e Kelen Capener no baixo.
Em 22 de dezembro, a banda lançou o EP "5 Songs". Logo depois Kevin Ambrose se separou da banda, quando foi para a faculdade em 2008, e foi substituído por William Levy. Em março de 2010, foi anunciado que a banda tinha assinado com a "Pure Noise Records". Dois meses depois, a banda lançou o EP, "While You Were Sleeping (2010)".

### Under Soil and Dirt, What You Don't See e Songs Of (2011–2014)
"Barrett Records"  lançou um "split" do "The Story So Far" e Morgan Foster, em maio de 2011. Com a "Pure Noise Records" a banda lançou seu álbum de estreia, "Under Soil and Dirt", em junho.
Em 26 de março de 2013, eles lançaram seu segundo álbum de estúdio, "What You Don't See". Em 2013 eles também lançaram um "split" com a banda Stick to Your Guns, em 18 de junho.  Em março de 2013 a banda foi destaque na capa da "Alternative Press" na emissão "100 Bandas Que Você Precisa Saber".
Em 2014 eles tocaram no palco principal do "Warped Tour 2014". Em 24 de Abril de 2014, anunciaram o lançamento do "Songs Of", um EP acústico, em 17 de junho, através da "Pure Noise Records". O registro contém algumas versões acústicas de músicas dos álbuns anteriores, bem como uma nova canção original ("Navy Blue") e um cover da música " Waiting in Vain" do Bob Marley.

### The Story So Far (2015–2016)
Em 15 de março de 2015, "The Story So Far" anunciou seu terceiro e autointitulado álbum, lançado no dia 19 de maio. Em janeiro de 2016 a banda fez uma turnê pelo Brasil, fazendo shows nas cidades de São Paulo, Porto Alegre, Curitiba, Rio de Janeiro e Belo Horizonte.

### Proper Dose (2017–2018)
Em  abril de 2017 a banda entrou no estúdio para gravar seu quarto álbum de estúdio. Em 13 de setembro de 2017, a banda lançou a música "Out of It". A faixa está incluída em um Single, que foi lançado em 03 de novembro. O quarto álbum de estúdio da banda, intitulado "Proper Dose", foi lançado dia 21 de Setembro de 2018. 

### Troca de integrantes e I Want To Dissapear (2022 - Presente)
Em 31 de maio de 2022, o baixista Kelen Capener fez um anúncio em sua página no Twitter de que ele não era mais membro da banda, e a motivação oficial não foi divulgada . Capener não foi substituído oficialmente, e o até então baterista da banda, Ryan Torf, assumiu a responsabilidade também do baixo durante as gravações do álbum. Nas turnês do álbum, a banda contou com seis integrantes pela primeira vez na história, sendo Ryan Torf o guitarrista base, Mike Ambrose (Set Your Goals) o baterista e Nik Bruzzese (Man Overboard) o baixista. Posteriormente, Ross Traver assumiu o papel de baterista, substituindo Mike Ambrose.
No início de 2023, o guitarrista Kevin Geyer disse no podcast Two Week Notice que a banda foi "contratualmente obrigada" a lançar novas músicas devido à inclusão dela na tour de retorno da banda Blink-182 . Um novo single, "Big Blind", foi lançado no dia 4 de Agosto de 2023 . Em 21 de Março de 2024, foi lançada a música e o videoclipe de "Letterman", também single, e também foi realizado o anúncio do novo álbum, entitulado I Want To Dissapear. O terceiro single do álbum, "All This Time", foi lançado no dia 8 de Maio de 2024. O álbum, e videoclipe da música "Watch You Go" foram lançados simultaneamente no dia 21 de Junho de 2024 .

## Membros
Atuais
- Parker Cannon – vocal (desde 2007)
- Kevin Geyer – guitarra (desde 2007)
- William Levy – guitarra (desde 2008)
- Ryan Torf – bateria (desde 2007)

Ex-integrantes
- Kevin Ambrose – guitarra (2007–2008)
- Kelen Capener – baixo (2007- 2022)

Músicos para turnês
- Cameron Macbain – bateria (2011-2012)
- Morgan Foster – baixo (2011-2012)
- Ryan Justice – bateria (2011)
- Mike Ambrose - bateria (2022-2024)
- Ross Traver - bateria (2024 - atual)
- Nik Bruzzese - baixo (2022 - atual)

## Discografia
Álbum de estúdio
- Under Soil and Dirt (2011)
- What You Don't See (2013)
- The Story So Far (2015)
- Proper Dose (2018)
- I Want To Dissapear (2024)

EP
- The Story So Far / Maker Split (2010)
- While You Were Sleeping (2010)
- Morgan Foster (2011)
- Song Of (2014)

Outros
- 5 Songs (2007)
- 2008 EP (2008)
- The Story So Far / Morgan Foster Split (2011)
- 5 PM (2011)
- Unlisted Track (Jawbreaker) (2011)
- Rally Cap (2011)
- The Story So Far / Stick To Your Guns Split (2013)

## Videografia
| Título                  | Ano  |
| ----------------------- | ---- |
| "Quicksand"             | 2011 |
| "Roam"                  | 2012 |
| "Empty Space"           | 2013 |
| "Heavy Gloom"           | 2016 |
| "Nerve"                 | 2017 |
| "Take Me As You Please" | 2018 |
| "Upside Down"           | 2019 |
| "If I Fall"             | 2019 |
| "Proper Dose"           | 2019 |
| "Letterman"             | 2024 |
| "Watch You Go"          | 2024 |
|                         |      |